# Sharifa Davronova
Sharifa Davronova (née le 27 septembre 2006 à Samarcande) est une athlète ouzbèke, spécialiste du triple saut.

## Biographie
Elle se révèle en 2022 en remportant à l'âge de 15 ans la médaille d'or du triple saut lors des championnats du monde juniors de Cali en Colombie, avec une marque de 14,04 m, nouveau record personnel. Quelques jours plus tard, elle décroche le titre des Jeux de la solidarité islamique, à Konya en Turquie. Aux Championnats d'Asie U18 disputés en octobre 2022 à Koweït, elle remporte les épreuves du saut en longueur et du triple saut.
Le 11 février 2023, elle est sacrée championne d'Asie en salle à Astana en atteignant la marque de 13,98 m, record personnel en salle.

## Palmarès
| Date | Compétition                     | Lieu     | Résultat | Marque  |
| ---- | ------------------------------- | -------- | -------- | ------- |
| 2022 | Championnats du monde juniors   | Cali     | 1re      | 14,04 m |
| 2022 | Jeux de la solidarité islamique | Konya    | 1re      | 14,30 m |
| 2023 | Championnats d'Asie en salle    | Astana   | 1re      | 13,98 m |
| 2023 | Jeux asiatiques                 | Hangzhou | 1re      | 14,09 m |
| 2024 | Championnats du monde juniors   | Lima     | 1re      | 13,75 m |

## Records
| Épreuve     | Épreuve   | Performance | Lieu     | Date            |
| ----------- | --------- | ----------- | -------- | --------------- |
| Triple saut | Plein air | 14,09 m     | Hangzhou | 4 octobre 2023  |
| Triple saut | Salle     | 13,98 m     | Astana   | 11 février 2023 |